# JITA Classification System of Library and Information Science
Das JITA Classification System of Library and Information Science ist eine Klassifikation zur Sacherschließung von Literatur der Bibliotheks- und Informationswissenschaft. Sie wurde auf Basis der bis Ende März 1998 von Mike Keen gewarteten NewsAgentTopic-Klassifikation und der ehemals von Donald Soergel erstellten Klassifikation des Review of Information Science entwickelt. Der Name JITA ist ein Akronym der Vornamen der Autoren José Manuel Barrueco Cruz, Imma Subirats Coll, Thomas Krichel und Antonella De Robbio.
Die JITA-Klassifikation wird über den internationalen Open Access-Eprint-Server E-LIS herausgegeben und wurde zuletzt 2010 geändert (Stand im Juni 2011). Neben E-LIS nutzt unter anderem seit 2013 das Repository der International Federation of Library Associations and Institutions die JITA.

## Aufbau
Die JITA-Klassifikation besteht aus 12 Oberbereichen, die sich in drei grobe Gebiete einteilen lassen und jeweils in einer weiteren Ebene mit insgesamt 135 Klassen unterteilt sind. Als Notationen werden Kombinationen aus ein bzw. zwei Großbuchstaben verwendet. Die Oberbereiche sind:
1. Theoretical and General
- A. Theoretical and general aspects of libraries and information
- B. Information use and sociology of information

2. User oriented, directional, and management functionalities
- C. Users, literacy and reading
- D. Libraries as physical collections
- E. Publishing and legal issues
- F. Management
- G. Industry, profession and education

3. Objects, Pragmatics and Technicalities
- H. Information sources, supports, channels
- I. Information treatment for information services
- J. Technical services in libraries, archives and museums
- K. Housing technologies
- L. Information technology and library technology